# Salvia kurdica
Salvia kurdica là một loài thực vật có hoa trong họ Hoa môi. Loài này được Boiss. & Hohen. ex Benth. miêu tả khoa học đầu tiên năm 1848.